# 乌来卷瓣兰
乌来卷瓣兰（学名：Bulbophyllum macraei），为兰科石豆兰属下的一个植物种。

## 物種描述
烏來捲瓣蘭，假球莖卵形、高約2公分，青綠色，表面光滑。葉長橢圓形，長10至18公分，寬3至6公分，先端圓鈍，基部狹窄。上著花3至5朵，花淡黃色而帶紫暈。

## 生物學
喜生於密林內或河谷兩岸。

## 分布與棲地
臺灣地區1000公尺以下之闊葉林內。